# دابل‌کلیک

لوگوی دابل کلیک گوگل

دابل‌کلیک (به انگلیسی: DoubleClick) شرکت تابعهٔ شرکت گوگل است که در زمینه ارائه راهکارهای تبلیغاتی در بستر وب فعالیت می‌کند که در آوریل ۲۰۰۷ توسط گوگل خریداری شد. در این روش از هدف‌گیری مشتریان که داری پتانسیل اصلی خرید هستند شناسایی شده و سرویس به آن‌ها محصولات جستجوشده‌شان را با گذاشتن پنجره‌های کوچک تبلیغاتی پیشنهاد می‌کند.